# Kalbarri-Nationalpark
Der Kalbarri-Nationalpark (engl. Kalbarri National Park) liegt in Westaustralien und umfasst 183.004 ha. Er besteht aus zwei verschiedenen Landschaftsformen. Zum einen schützt er den unteren Murchison River, der sich auf einer Länge von 80 km eine rot-weiß gestreifte Schlucht auf seinem windungsreichen Weg zum Ozean geschnitten hat. Als zweites schließt er die Steilküste südlich der Stadt Kalbarri ein. Weiterhin ist er berühmt für seine Wildblumenpracht, die im Frühling die Sandebene in ein Blütenmeer verwandelt. Erreichbar ist er von Perth aus über den North West Coastal Highway 533 km in Richtung Norden. Die südliche Zufahrtsstraße ab Northampton und die westliche Zufahrt sind asphaltiert. Die Nationalparkstraßen sind teils sehr raue, aber PKW-taugliche Schotterpisten.

## Klima
Die Sommertemperaturen erreichen häufig 40 °C; das Wetter ist im Allgemeinen trocken und windig. Die Wintertemperaturen betragen zwischen 10 °C und 20 °C. Der meiste Regen fällt im Juni und Juli.

## Geologie
Die spektakuläre Kulisse des Nationalparks ist das Resultat von vielen Millionen Jahren der geologischen Veränderung. Unter der Ebene befinden sich tiefe, horizontale Streifen von mehrfarbigen Sand, der in Schichten vor 400 Millionen Jahren abgelagert wurden. Die so entstandene Sediment-Stein-Formation nennt man Tumblagooda Sandstein. Er ist wenigstens 1.060 m, möglicherweise bis zu 3.000 m dick. Am Ende des Tertiär oder im frühen Pleistozän, erhob sich die Erdoberfläche in diesem Gebiet. Der Fluss schnitt seinen Lauf durch das dicke, aufsteigende Sandsteinplateau und es entstand eine faszinierende Schlucht.
Die dünnen Schichten des rot-weiß gestreiften Gesteins sieht man in der Flussschlucht und am Fuße des Red Bluff. Entlang der Küste haben Wind und Wellen eine fantastische, bis zu 100 m hohe, Klippenlandschaft erschaffen. Von Red Bluff hat man eine weitreichende Aussicht über die farbigen Kalkstein- und Sandstein-Felsenriffs.

## DerMurchison River

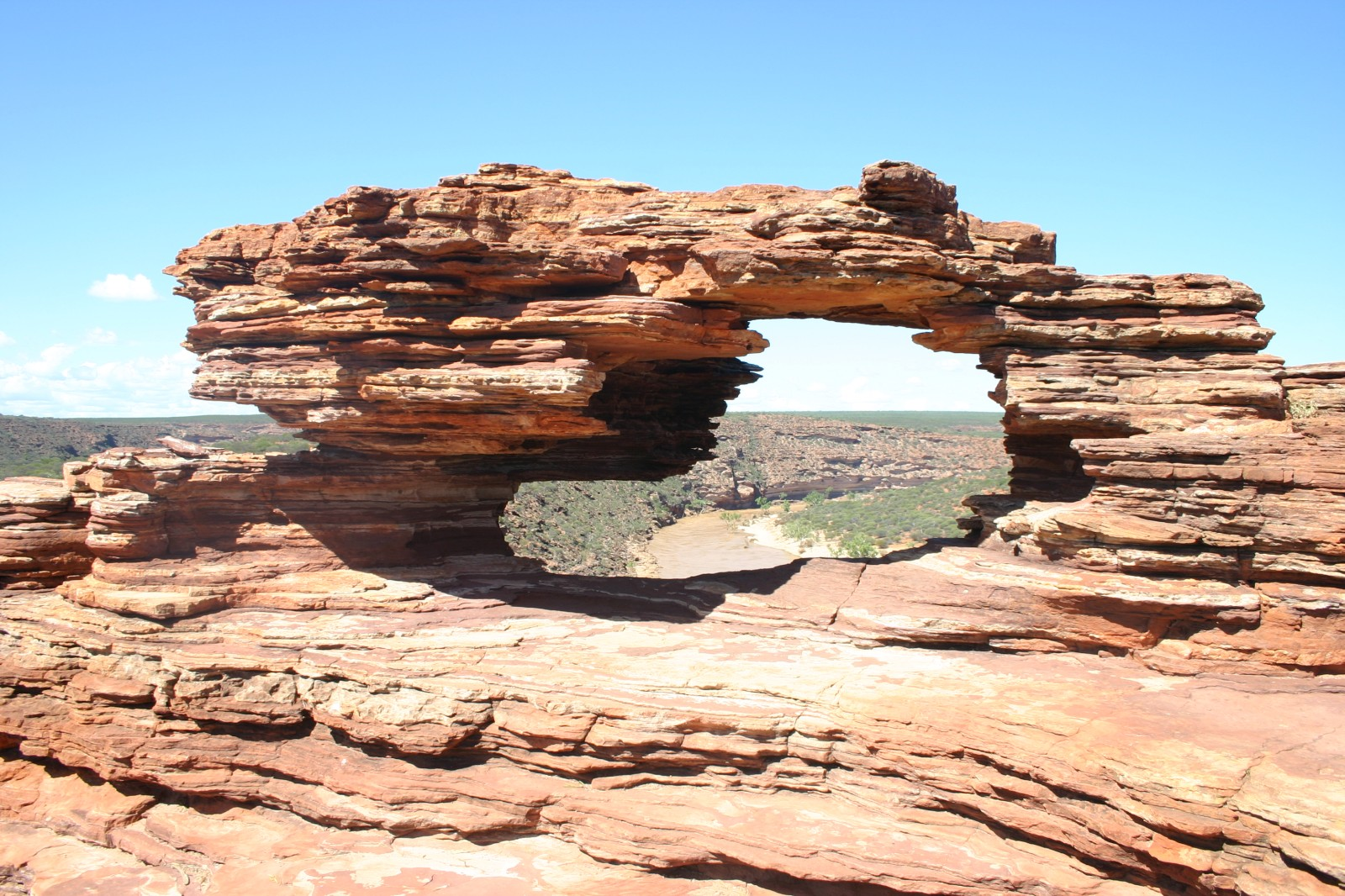
Nature's Window am Murchison River

Der Murchison River entspringt in der Nähe von Peak Hill, 80 km nördlich der Stadt Meekatharra. Er misst ca. 800 km auf seinem Weg vom trockenen Landesinneren bis an die Westküste Australiens. Im Nationalpark entstand eine 80 km lange, gewundene Schlucht zwischen Hardibut Pool und The Loop, in der er fast das ganze Jahr über Wasser führt. Nach Regenfällen oder Wirbelstürmen kann der Wasserstand bis zu 7 m ansteigen. Dann ergießt sich eine schmutzig-braune Flut kilometerweit sichtbar in den Indischen Ozean.

## Flora und Fauna
Der Kalbarri-Nationalpark ist auch bekannt für seine vielen blühenden Pflanzenarten, die von Juli bis zum Sommeranfang blühen. Auf der Sandebene entsteht dann ein buntes Meer von gelben und orangen Banksia-Arten, weißen, gelben und roten Grevillea-Arten, grünen und roten Känguru-Pfoten-Arten, Featherflowers in unterschiedlichen Farbtönen Smokebushes, Starflowers und vielen anderen. 21 Pflanzenarten kommen nur hier vor, hauptsächlich an den Küstenklippen und in den Schluchten. Eine der bekanntesten ist die Kalbarri catspaw, eine kleine gelbe oder rote Pflanze, die vom August bis zum September blüht und nur im Kalbarri-Gebiet vorkommt. Außerdem wachsen hier mehrere seltene Orchideenarten, inklusive der Kalbarri Spider Orchidee und der Murchison Hammer Orchidee.
Der Nationalpark bietet auch eine reichhaltige Tierwelt, die viele nachtaktive Säugetiere umfasst, aber auch tagaktive Tiere inklusive des Western-Grey-Kängurus oder des Emus. Fischadler segeln an den Felsklippen entlang und Keilschwanzadler patrouillieren in den Schluchten. Das seltene Derbywallaby wurde jedoch seit Jahren nicht mehr gesehen.

### Fauna Reconstruction Site
Der Kalbarri-Nationalpark wurde in das Department's Western Shield Programm aufgenommen, zum Schutz der existierenden Tierwelt und der Wiederansiedlung von im Park ausgestorbenen Tierarten.